# Їп і Яннеке

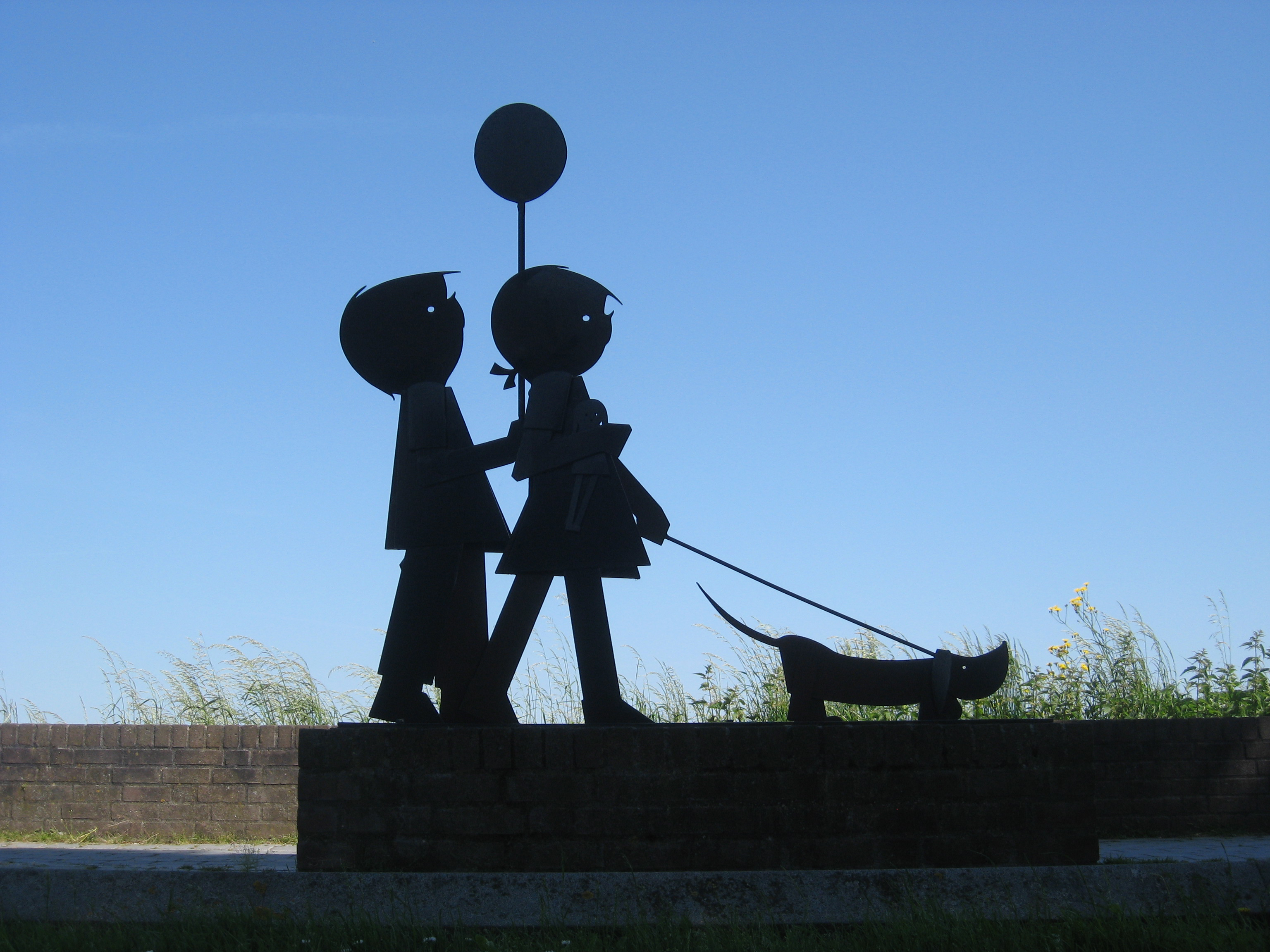
Їп і Яннеке статуя в Залтбоммел

Їп і Яннеке  (нід. Jip en Janneke) — серія дитячих книг у Нідерландах, що написані Анною М. Г. Шмідт та проілюстровані Фіп Вестендорп. Серія відома своєю простою для дітей мовою та дотепністю.
Перша книга серії була написана для журналу Het Parool. У період з 13 вересня 1952 року по 7 вересня 1957 публікувалися щотижневі епізоди не більш ніж з 250 слів. Кожен епізод — це закінчена історія. Пізніше розповіді були зібрані в книгах.
Серія книг про Їпа та Яннеке була перекладена на різні мови, серед яких латинська (назва книги звучить як Jippus et Jannica) і китайська, російська (назва книги Маша и Саша), польська ("Julek i Julka"), англійська (Mick and Mandy, та Bob and Jilly), іспанська (Mila y Yaco), індонезійська (Tono dan Tini) та багато інших. Було опубліковано три варіанти перекладу англійською мовою. Видання Мік і Менді, , з оригінальними ілюстраціями, та Боб і Джиллі, з новими ілюстраціями, вже не видаються. У 2008 році голландський видавець, Querido, опублікував новий переклад першої книги серії, з оригінальними ілюстраціями, яка має назву Їп і Яннеке.
Серія стала чимось на зразок символу дитинства і надихнула велику кількість інших тематичних товарів. Найвідомішими з них є вино Їп і Яннеке, безалкогольний газований лимонад, популярний на дитячих святах.
В останні роки Їп і Яннеке стала частиною фрази: Мова Їпа та Яннеке (нід. Jip-en-Janneketaal означає говорити «простою мовою»). Це словосполучення найчастіше використовується в контексті політики, коли політики бажають підкреслити, що вони висловлюють свої думки простою мовою.
У лютому 2009 року було оголошено, що Уолт Дісней отримав права на створення мультфільмів на основі серії оповідань про Їпа та Яннеке. Кожен мультфільм буде 5 хвилин і транслюватиметься на Disney Channel.